# Wasserburg Dietenhofen
Die Wasserburg Dietenhofen war eine Wasserburg, die 1523 zerstört wurde und als Schloss Dietenhofen neu errichtet wurde. Dietenhofen ist ein Markt im mittelfränkischen Landkreis Ansbach.

## Geschichte der Wasserburg
Die Burg wurde Anfang des 13. Jahrhunderts vermutlich zunächst als Wohnturm erbaut und mit Rüdiger von Dietenhofen 1235 erstmals urkundlich erwähnt. Nach Justinus Pedro Johannes Gewin war er ein Sohn des Eichstättischen Ministerialen Heinrich von Hofstetten, beziehungsweise Enkel des Rudiger von Moosburg. Dem Geschlecht der von Dietenhofen folgten die von Leonrod nach.

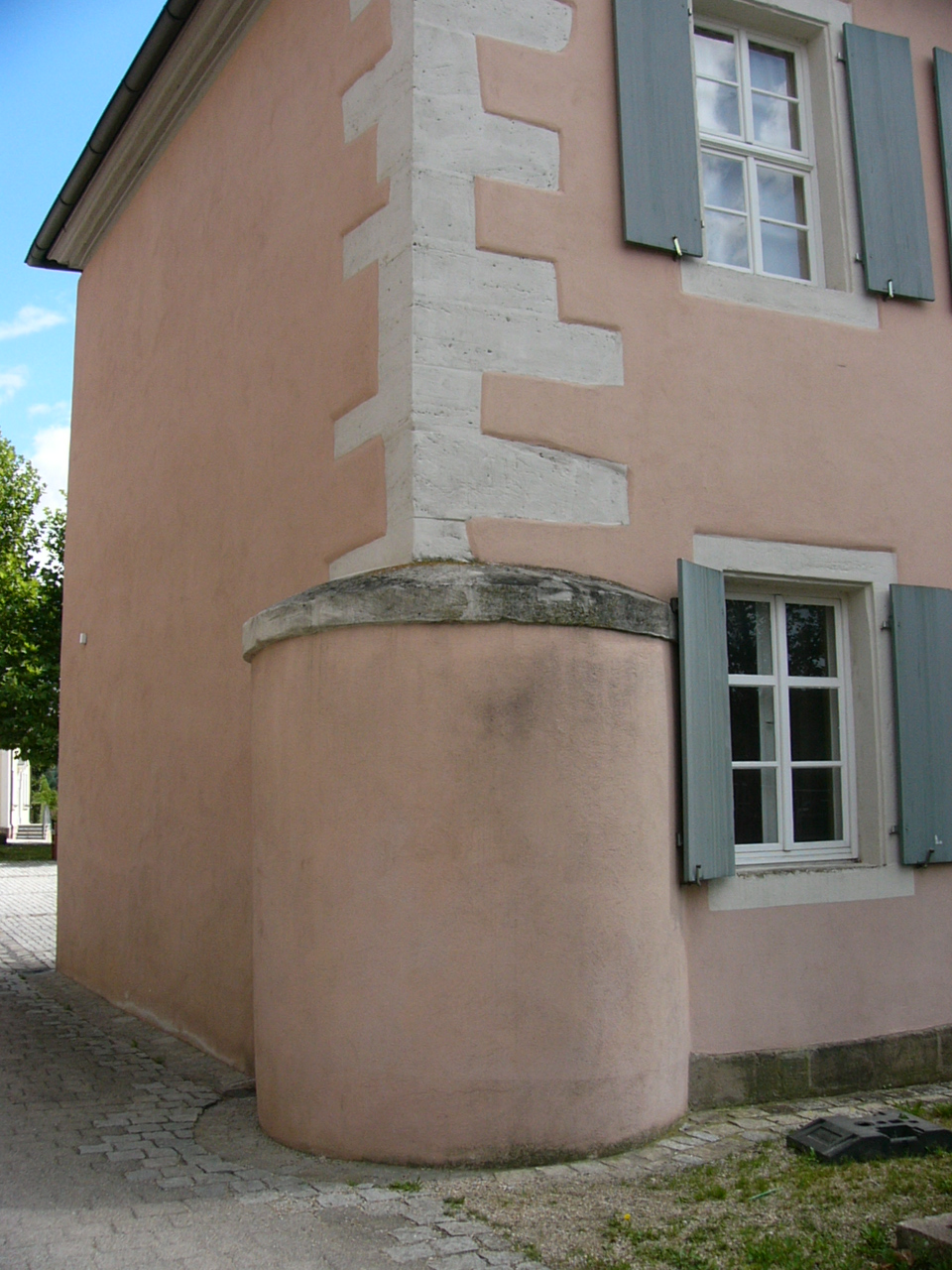
Verbauter Turmrest am Schloss

Die Wasserburg befand sich 1523 teilweise im Besitz des Kunz von Rosenberg und wurde am 21. Juli niedergebrannt. Sie wurde danach als Schloss neu errichtet. Dies besitzt die Form einer schmucklosen, zweigeschossigen Zweiflügelanlage mit Eckquaderung und Mansardwalmdach. Ein Rundturm im neuen Gebäude zeugt wahrscheinlich noch von dem vorausgehenden Burgenbau.
1684 übernahm Markgraf Johann Friedrich von Brandenburg-Ansbach das Schloss. 1822 kaufte die Gemeinde Dietenhofen das Anwesen und nutzte es als Schule. Seit 1970 beherbergt es ein Heimatmuseum.

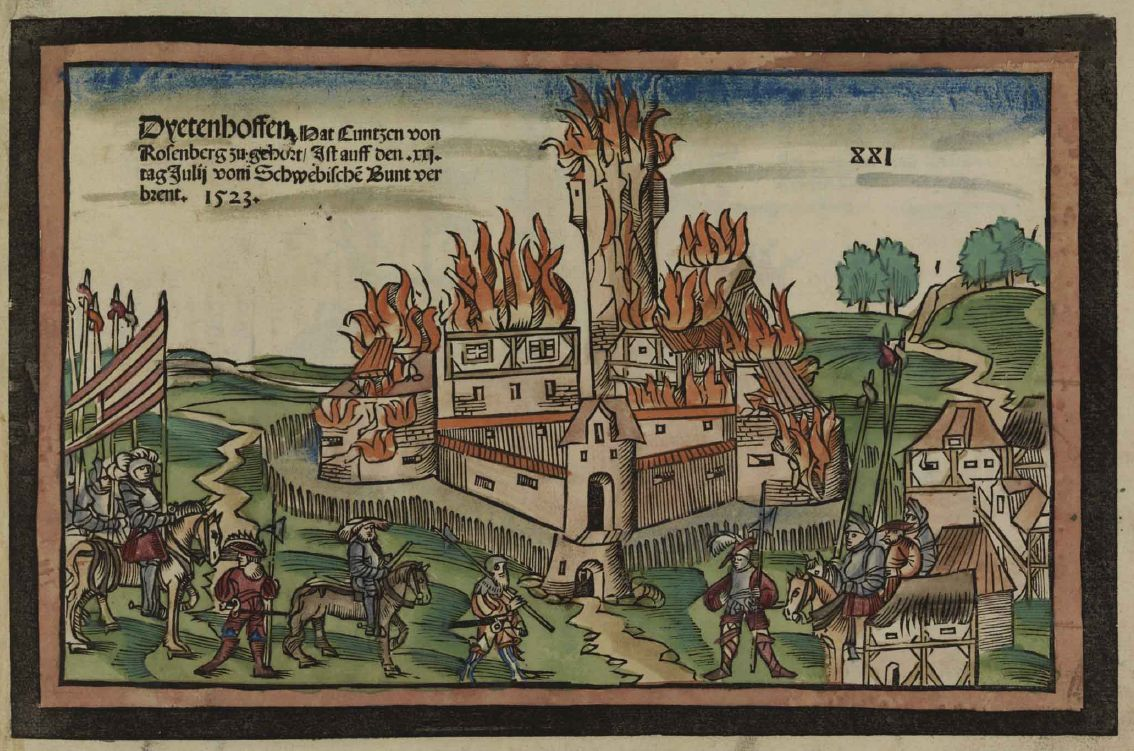
Hans Wandereisen 1523

## Das Schicksalsjahr 1523
In der Mitte des 16. Jahrhunderts versetzte der Raubritter Hans Thomas von Absberg die Reichsstädte in Franken und Schwaben in Angst und Schrecken. Er entführte Kaufleute auf ihren Handelsreisen und verlangte ein hohes Lösegeld für ihre Freilassung. Er suchte sich Verbündete, die ihn bei seinen Raubzügen unterstützen und auf deren Burgen er sich bei Gefahr flüchten konnte und auf denen er seine Geiseln verstecken konnte. Auch Kunz von Rosenberg unterstützte ihn bei seiner Fehde, da er sich dadurch erhoffte, seine schwindenden Reichtümer wieder ein wenig aufzustocken. 1523 sandte der Schwäbische Bund schließlich seine Truppen aus, um insgesamt 23 „Raubnester“ dem Erdboden gleichzumachen. Die Truppen des Bundes, die aus angeblich 10.000 Fußsoldaten und 1.000 Reitern bestanden, führten 100 Kanonen und 30 Büchsen als Bewaffnung mit sich, für die sie 900 Zentner Schwarzpulver bei sich hatten. Am 21. Juli 1523 erreichten sie die Burg Dietenhofen und zerstörten die Anlage völlig, um so eine Rückkehr der Rosenberger zu verhindern.

## Der Holzschnitt des Hans Wandereisen
Hauptartikel: Wandereisen-Holzschnitte von 1523

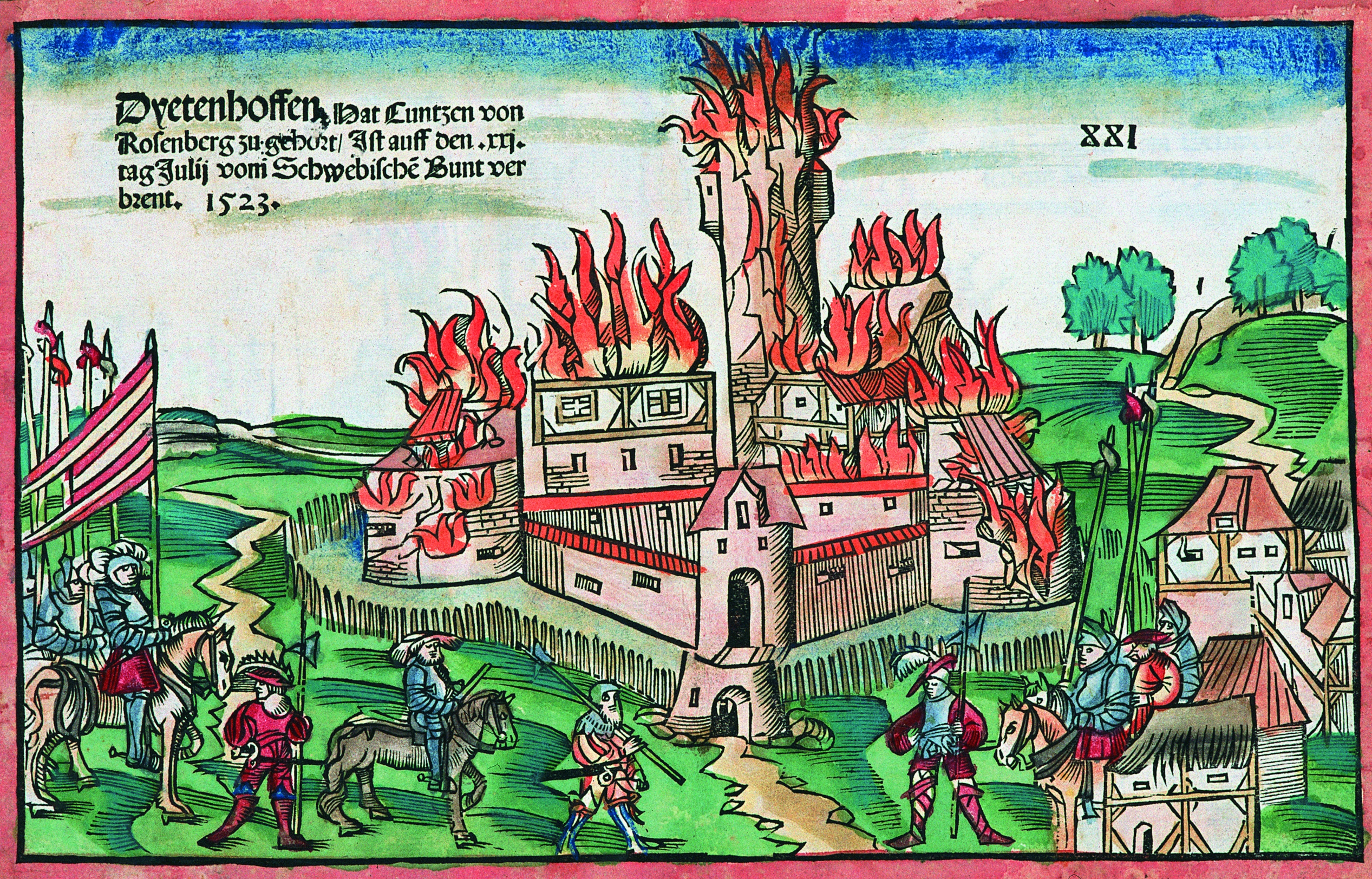
Die Zerstörung der Burg 1523

Der nachträglich kolorierte und beschriftete Holzschnitt des Hans Wandereisen besagt: XXI. Dyetenhofen hat Cuntzen von Rosenberg zu gehört/ Ist auff den .XXI. tag Julij vom Schwebische(n) Bunt verbrent. 1523.
Die Wasserburg Dietenhofen ist brennend dargestellt. Am rechten Bildrand stehen einige Häuser des Dorfes mit Fachwerkkonstruktionen. Das Ufer des Wassergrabens ist mit einem Palisadenzaun gesichert. Ein flaches Eingangsgebäude steht vor der Brücke und dem Torhaus. Der Burghof mit seinen Umfassungsmauern bildet im Grundriss ein gleichschenkliges Dreieck, an dessen Spitze sich das Torhaus befindet und an dessen beiden anderen Ecken massive breite Türme zu sehen sind. Im Hintergrund erheben sich zwei Gebäude, deren obere Stockwerke in Fachwerk gebaut sind. Zwischen den Gebäuden erhebt sich ein alles überragender Turm. Weiter im Hintergrund scheint sich auf einer Erhebung im Gelände ein weiterer Brandherd zu befinden. Das Heer des Schwäbischen Bundes ist im vorderen Bereich des Bildes postiert. Neben etlichen Reitern zu beiden Seiten sind einige Einzelpersonen besonders detailreich gezeichnet. Einer der Reiter trägt eine quer gestreifte Truppenfahne.